# Peripatus swainsonae
Peripatus swainsonae är en klomaskart som beskrevs av Cockerell 1893. Peripatus swainsonae ingår i släktet Peripatus och familjen Peripatidae. Inga underarter finns listade i Catalogue of Life.